# Henrik Steffens Hagerup (søofficer)
Henrik Steffens Hagerup (født 23. april 1806 i Kalundborg, død 28. maj 1859 i Karlsbad) var en norsk søofficer, far til generalmajor Henrik Steffens Hagerup og til statsminister George Francis Hagerup.
Hagerup blev sekondløjtnant i 1824; var i flere år beskæftiget med kystmåling, tjenstgjorde derefter som marinens tøjmester og som lærer ved søkadetinstitutet. Han deltog i det politiske liv og var repræsentant på stortinget i 1848, 1851 og 1854; udnævntes i 1856 til statsråd og chef for marine- og postdepartementet og kort efter til kontreadmiral, hvilke stillinger han indehavde ved sin død.